# دان مگاون
دان مِگاوِن (انگلیسی: Don Megowan؛ ۲۴ مهٔ ۱۹۲۲ – ۲۶ ژوئن ۱۹۸۱) یک هنرپیشه اهل ایالات متحده آمریکا بود.
از فیلم‌های او می‌توان به تارزان و وادی طلا اشاره نمود.